# بايينا باشتا
بايينا باشتا (Бајина Башта) هي مدينة في مقاطعة زلاتيبور في إقليم غرب صربيا في صربيا. تقع البلدة في وادي نهر درينا على الحافة الشرقية لحديقة تارا الوطنية.
بلغ عدد سكان البلدة 9,148 نسمة حسب تعداد عام 2011، في حين بلغ عدد سكان البلدية 25,724 نسمة.

## المناخ
يظهر الجدول التالي التغييرات المناخية على مدار السنة لبايينا باشتا:
| البيانات المناخية لـبايينا باشتا  | البيانات المناخية لـبايينا باشتا | البيانات المناخية لـبايينا باشتا | البيانات المناخية لـبايينا باشتا | البيانات المناخية لـبايينا باشتا | البيانات المناخية لـبايينا باشتا | البيانات المناخية لـبايينا باشتا | البيانات المناخية لـبايينا باشتا | البيانات المناخية لـبايينا باشتا | البيانات المناخية لـبايينا باشتا | البيانات المناخية لـبايينا باشتا | البيانات المناخية لـبايينا باشتا | البيانات المناخية لـبايينا باشتا | البيانات المناخية لـبايينا باشتا |
| الشهر                             | يناير                            | فبراير                           | مارس                             | أبريل                            | مايو                             | يونيو                            | يوليو                            | أغسطس                            | سبتمبر                           | أكتوبر                           | نوفمبر                           | ديسمبر                           | المعدل السنوي                    |
| --------------------------------- | -------------------------------- | -------------------------------- | -------------------------------- | -------------------------------- | -------------------------------- | -------------------------------- | -------------------------------- | -------------------------------- | -------------------------------- | -------------------------------- | -------------------------------- | -------------------------------- | -------------------------------- |
| متوسط درجة الحرارة الكبرى °م (°ف) | 4.5 (40.1)                       | 7.3 (45.1)                       | 12.7 (54.9)                      | 16.5 (61.7)                      | 21.2 (70.2)                      | 24.7 (76.5)                      | 27.1 (80.8)                      | 27.4 (81.3)                      | 23.9 (75.0)                      | 18.3 (64.9)                      | 10.5 (50.9)                      | 6.1 (43.0)                       | 16.7 (62.0)                      |
| المتوسط اليومي °م (°ف)            | 0.7 (33.3)                       | 3.1 (37.6)                       | 7.4 (45.3)                       | 11.0 (51.8)                      | 15.5 (59.9)                      | 18.9 (66.0)                      | 20.9 (69.6)                      | 20.9 (69.6)                      | 17.5 (63.5)                      | 12.7 (54.9)                      | 6.4 (43.5)                       | 2.6 (36.7)                       | 11.5 (52.6)                      |
| متوسط درجة الحرارة الصغرى °م (°ف) | −3.0 (26.6)                      | −1.0 (30.2)                      | 2.1 (35.8)                       | 5.5 (41.9)                       | 9.9 (49.8)                       | 13.2 (55.8)                      | 14.8 (58.6)                      | 14.5 (58.1)                      | 11.2 (52.2)                      | 7.1 (44.8)                       | 2.4 (36.3)                       | −0.8 (30.6)                      | 6.3 (43.4)                       |
| الهطول مم (إنش)                   | 68 (2.7)                         | 64 (2.5)                         | 61 (2.4)                         | 73 (2.9)                         | 87 (3.4)                         | 89 (3.5)                         | 76 (3.0)                         | 64 (2.5)                         | 70 (2.8)                         | 72 (2.8)                         | 87 (3.4)                         | 85 (3.3)                         | 896 (35.2)                       |
| المصدر: Climate-Data.org          |                                  |                                  |                                  |                                  |                                  |                                  |                                  |                                  |                                  |                                  |                                  |                                  |                                  |

## أعلام
- ميلان يوفانوفيتش
- ميلوراد ميلوتينوفتش
- بورا ميلوتينوفيتش
- ميلوس ميلوتينوفيتش
- نيكولا ماكسيموفيتش